# Cobla Jovenívola de Sabadell

La Cobla Jovenívola de Sabadell va ser fundada el 1976 a Sabadell. El 1974, per pal·liar la escassetat de músics de cobla, l'ACF Sabadell Sardanista i els Pueri Cantores de l'Escolanla de Sant Agustí van fundar l'Escola Experimental de Música per a Cobla. Els primers professors van ser alguns membres de les cobles locals de Sabadell i La Principal del Vallès. La direcció musical va ser confiada a Josep Auferil. A finals del 1974 es va crear una junta amb representants dels diferents estaments per coordinar les tasques dels professors, l'adquisició d'instruments i la recerca de recursos econòmics. A final del curs 1974-75 es va interpretar la primera sardana amb el títol Ja bufem! escrita per aquesta ocasió pel director Josep Auferil. En els seus primers 25 anys d'existència, la Jovenívola va realitzar moltes actuacions, incloent ballades, concerts i aplecs, així com també va acompanyar esbarts i sessions de balls vuitcentistes. Va actuar amb les principals cobles del país i hi va haver moltes actuacions rellevants.

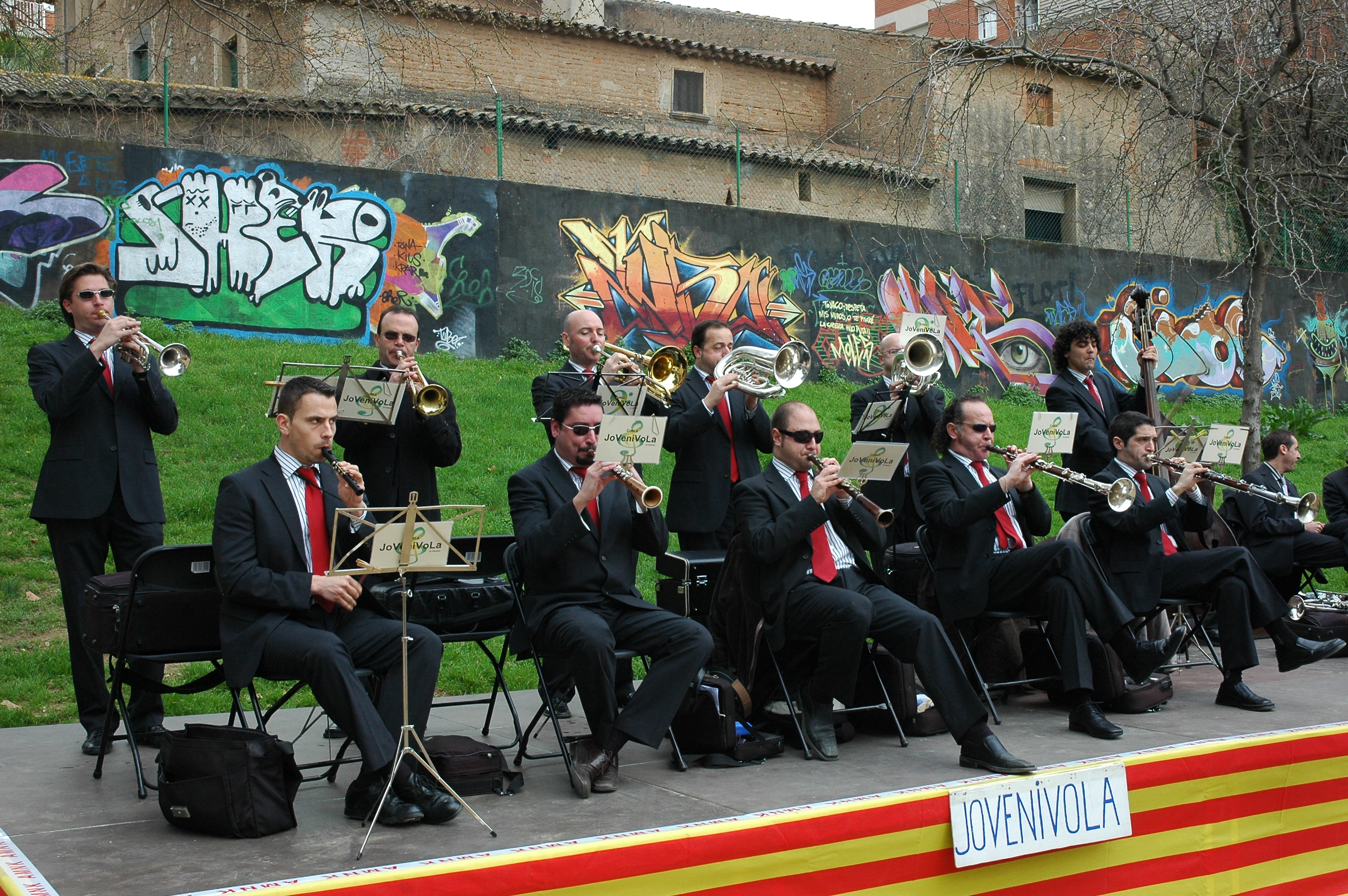
La Jovenívola a l'aplec de Cerdanyola del Vallès l'any 2008

## Discografia

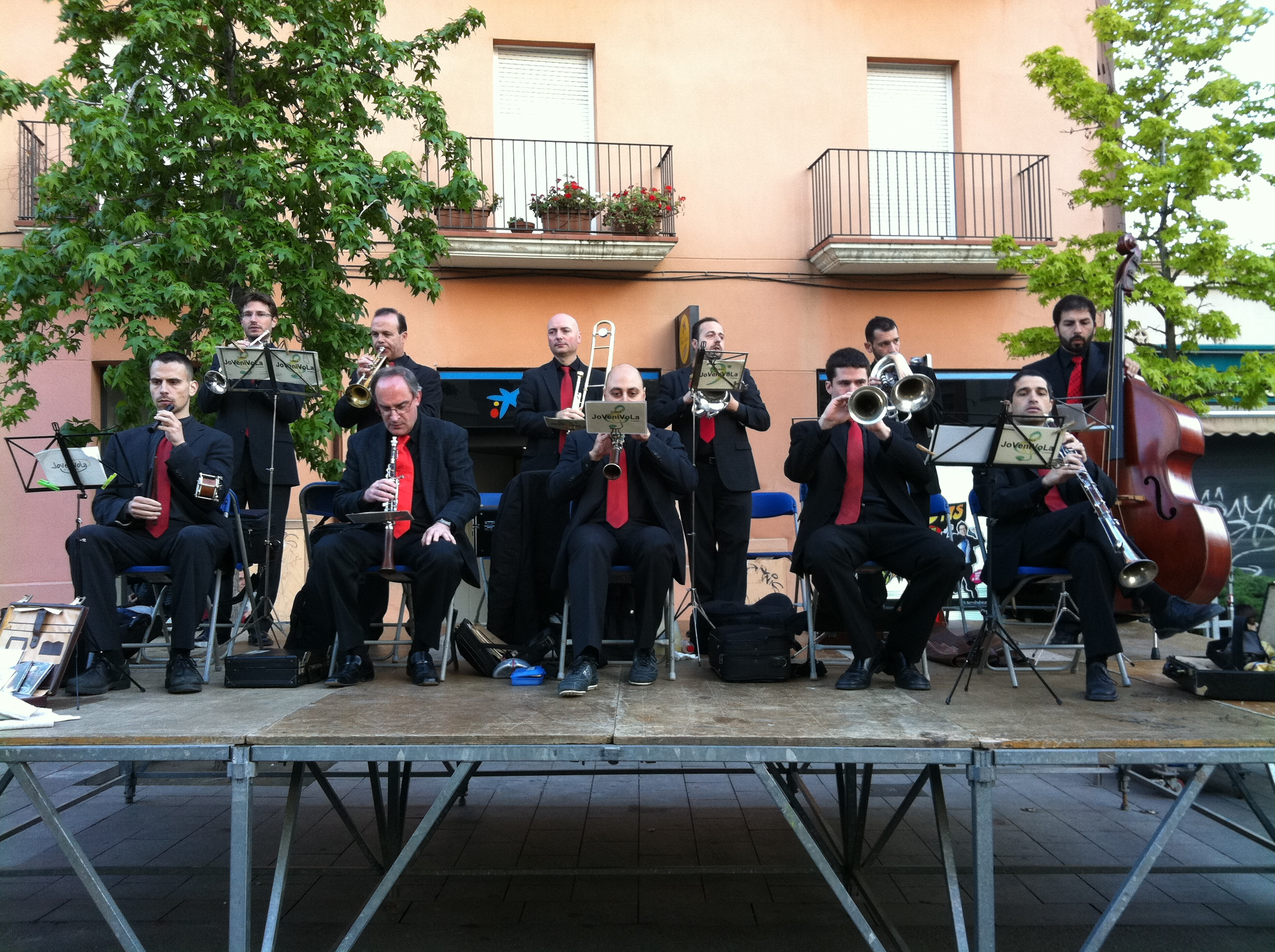
La Cobla Jovenívola de Sabadell durant una actuació per Sant Jordi 2011, a Sabadell

Llista d'enregistramets de la Cobla Jovenívola:
- Cobla Jovenívola de Sabadell (vol. 1) (1977)
- Cobla Jovenívola de Sabadell (vol. 2) (1980)
- Cobla Jovenívola de Sabadell (vol. 3) (1980)
- Cobla Jovenívola de Sabadell (vol. 4) (1983)
- Jovenívola 20 anys (1996)
- Sardanes a TV3 (1996)
- Sabadell Sardanista 1947-1977 (1997)
- 50 anys d'Amunt i Crits (1998)
- Sardanes de Carles Rovira (1999)
- 20è aniversari de la Comissió d'Aplecs de les Comarques Barcelonines (1999)
- Sardanes a La Llagosta (2000)
- Jovenívola de Sabadell (2001, 25è aniversari)
- Sardanes al vent (vol.11) (2002)
- Aires de Castellar (2002)
- Sardanes a Mollet (2002)
- 75è aniversari del Foment de la Sardana de Rubí (2002)
- Sardanes de Joan Làzaro. Caliu d'amistat (2002)
- 30 anys... i més (2008)
- Sardanes de Montserrat Pujolar (2009)
- Ballades a la Damunt (2009)
- 50è Aniversari. Unió de colles sardanistes de Catalunya (2009)
- Max Havart. De Saint Laurent... a Sant Quirze (2009)
- Sardana de l'any 2011 (2012)
- Reflexes. Les sardanes de Joan Làzaro (2013)
- Sardanes palauenques (2014)
- Ofrena als sardanistes. Sardanes de Josep Auferil (2016)
- Sardanes a Rubí vol.7 (2020)[3][4]